# Helena Winkelman
Helena Winkelman (* 27. Februar 1974 in Schaffhausen) ist eine schweizerisch-niederländische Komponistin und Violinistin.

## Leben und Wirken

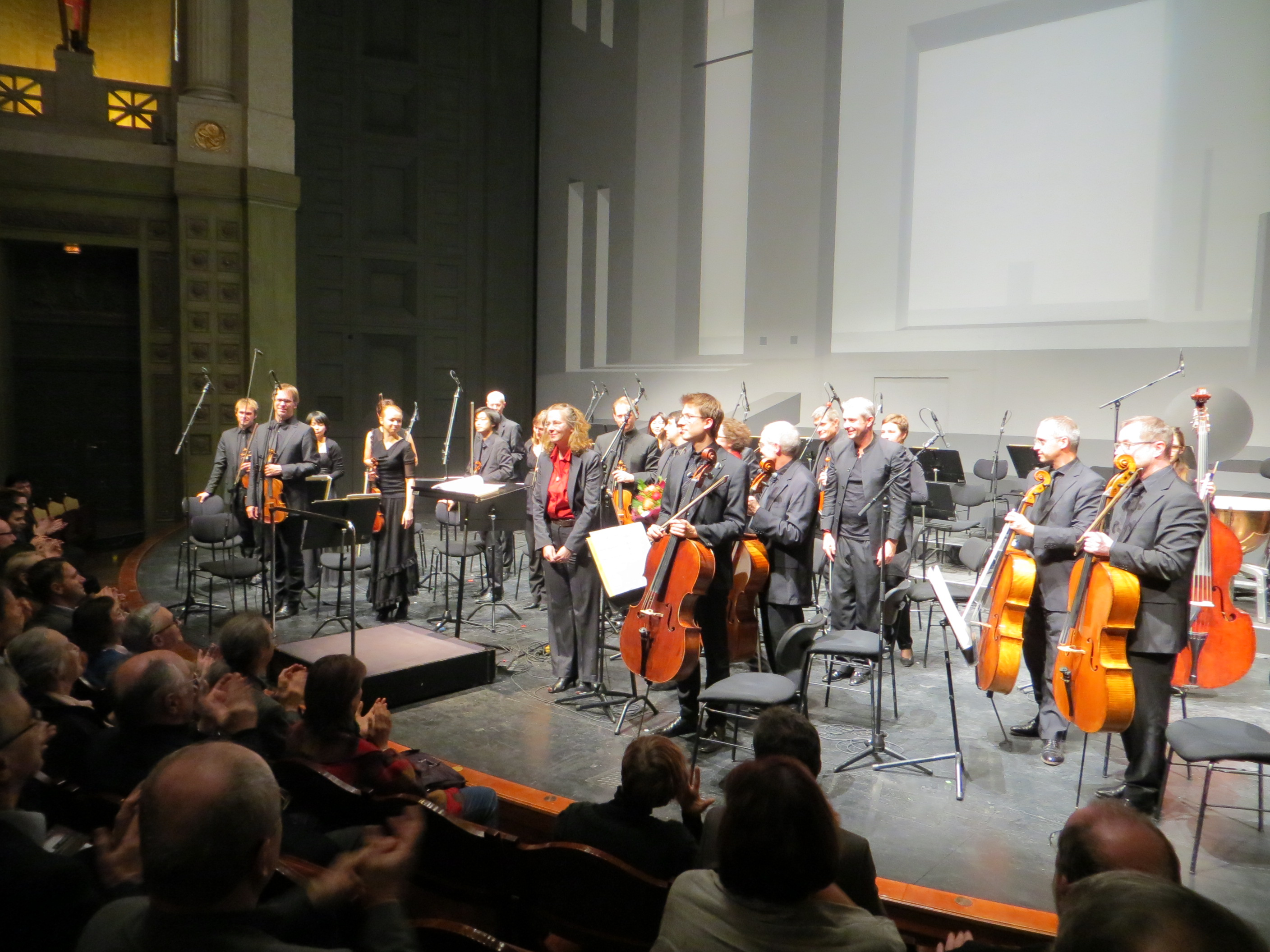
Helena Winkelman bei der Uraufführung ihres Werks Bandes dessinées (Münchener Kammerorchester, 2012)

Helena Winkelman stammt aus einer Musikerfamilie und erhielt im Alter von fünf Jahren ersten Geigenunterricht. Sie studierte Violine am Konservatorium Luzern bei Herbert Scherz und Gunars Larsens, an der Musikhochschule Heidelberg-Mannheim bei Valery Gradow sowie in New York bei Daniel Phillips. An der Musikakademie Basel studierte sie bei Thomas Füri und Komposition bei Roland Moser, bei dem sie ihr Diplom machte, sowie Georg Friedrich Haas. Sie absolvierte Meisterkurse u. a. bei Gidon Kremer, Hansheinz Schneeberger, Beat Furrer, Peter Eötvös, György Kurtág und Pierre Favre.
Seit 1997 ist sie freischaffend als Komponistin und Geigerin tätig. Sie spielt Solo–Rezitals und Kammermusikkonzerte und widmet sich der Freien- wie auch der Stil-Improvisation. 2011 übernahm sie die künstlerische Leitung der Camerata Variabile Basel.
2001 gewann sie als Geigerin den Pro Musicis Award, Paris und konzertierte anschliessend in der Carnegie Hall (Weill Recital Hall) und in der Salle Cortot Paris. Sie nahm für Radio DRS 2, WBGH Boston und SDR Stuttgart auf. Sie spielte beim Open Chamber Music Festival in Prussia Cove und gastierte beim Bastad-Festival (Schweden), dem Alpentöne-Festival (Schweiz), dem Menuhin-Festival Gstaad sowie dem Davos-Festival. Von 2003 bis 2008 war sie Mitglied des Lucerne Festival Orchestra unter der Leitung von Claudio Abbado. 2013 war sie Composer in Residence beim Festival Ernen und 2014 beim Lockenhaus-Festival.
Winkelman erhielt Kompositionsaufträge unter anderem von der Harvard Musical Association Boston, dem Menuhin-Festival Gstaad, der Basel Sinfonietta, der Pro Helvetia, der IGNM Basel, dem Kammermusikfestival IMS Prussia Cove, dem Basler Kammerorchester, der Camerata Zürich, dem Lucerne-Festival und dem Alpentöne-Festival. Ihre Werke wurden ausserdem weltweit aufgeführt, unter anderem vom Ensemble Phoenix Basel, dem Arditti Quartett, dem Schumann Quartett, dem Münchener Kammerorchester, sowie zahlreichen Solisten. 2015 war sie an den ISCM World New Music Days in Slowenien die erste Schweizer Komponistin, deren Werke je an den Weltmusiktagen der ISCM gespielt wurde.
Winkelman lebt seit 1998 in Basel.

## Preise
- 1995: Erster Preis am Internationalen Andrea Postacchini Wettbewerb in Fermo, Italien[1]
- 1996: Walther-Bringolf-Preis der Stadt Schaffhausen[1]
- 2001: Pro Musicis Award, Paris[2]
- 2016: Georg Fischer Preis der Stadt Schaffhausen[2]
- 2017: Schweizerischer Musikpreis[3]

## Werke (Auswahl)

### Oper/Musiktheater
- Extravagancia, Kammeroper über das gleichnamige Theaterstück von Rafael Spregelburd, 2010
- Satanica, Kammeroper/Musiktheater über ein Libretto von Rafael Spregelburd, 2010
- Das Allmachtsrohr, Musiktheater über Texte von Adolf Wölfli, 2014
- Der arme Spielmann, Figurentheater über eine Novelle von Franz Grillparzer, 2022/23

### Duos
- Rondo mit einem Januskopf für Violine und Violoncello, 2001
- Rota Orat Taro Ator. Für Violine und Klavier, (2004 im Auftrag der Harvard Musical Association, Boston)
- Gravitation I und II für Violine und Klavier, (2001/2002 im Auftrag von Hansheinz Schneeberger)
- KLE-E-ENGEL (Engel für Freunde) für Violine und Akkordeon (Uraufführung Festival du Printemps, Paris 2018)
- Vis à Vis Goya für Cello und Klavier (Uraufführung 2019 an der Columbia University, New York)
- Trois danses suisses für Klavier vierhändig (Uraufführung 2014 piano-festival St. Ursanne)
- Azaleas für Haegeum und Janggu (2021) im Auftrag von Eunah Noh, Seoul

### Streichquartette
- Quadriga Quartett. Streichquartett Nr. 1 in vier Sätzen (Uraufführung durch das Arditti Quartett 2011 Basel)
- Papa Haydn’s Parrot. Streichquartett Nr. 2 in 8 Sätzen. Paraphrase über das Vogelquartett Op. 33 No, 3 von Joseph Haydn. (Uraufführung Schloss Esterhazy 2016)
- The Clock. Streichquartett Nr. 3 in einem Satz (Uraufführung Merel Quartett, Engelberg 2017)

### Solokonzerte
- Tree Talk, für zwei Solocelli und Streichorchester (Uraufführung 2011 Tonhalle Zürich)
- Miorita, Doppelkonzert für Trompete/Büchel/Tierhörner und Alphorn/Büchel/Tierhörner in Begleitung eines Kammerorchesters
- Canto Circolare für Violine und Streichorchester (Uraufführung 2017 Arosa)
- Doppelkonzert für zwei Blockflöten und Streichorchester (Uraufführung 2018 Bachfest Schaffhausen)
- Atlas Konzert für Solocello, Streichorchester und Pauke in drei Sätzen (Uraufführung 2019 Kartause Ittingen)
- Gemini für zwei Soloviolinen und Sinfonieorchester (Uraufführung Basel 2020)
- Icaros für Solotrompete, Perkussion und Streichorchester (Uraufführung Schaffhausen 2023)

### Trios
- Diurné für Klaviertrio (2018), Ein Gegenstück zu Schuberts Notturno
- 12 Micro – Bagatelles (Visitations) für Klaviertrio (Uraufführung Lockenhaus 2020)
- Louange für Baryton, Viola und Violoncello (Uraufführung 2014)

### Ensemblewerke
- Herrgott und Teufel für Klavier, zwei Schalmeien, zwei Sprecher, Streichtrio und 2 Perkussionisten, Uraufführung 2001
- From the Ashes... für grosses Ensemble über den Phoenixmythos, Uraufführung 2006
- Fremdländler. Für Hackbrett, Klarinette, Violine, Viola, Violoncello und Kontrabass
- Chill t’horn. Für Hackbrett, Klarinette, Violine, Viola, Violoncello und Kontrabass, Uraufführung 2010
- Felsenresonanz. Für Sheng, Daegum, Janggu und Streichtrio, Uraufführung 2012
- Traumdeutung. Für Harfe, Streichquartett, Klarinette und Flöte und vier rezitierende Dichter, Uraufführung 2011
- Messages from a pure land. Für Shakuhachi, Koto, Ko-Tsuzumi, Streichquintett und Trompete, Uraufführung 2016
- Suonen Für verstärktes Flötenquartett und Zuspielband, Uraufführung 2017, 2020 Version mit Sopran (Rilke Gedichte)
- Keeping Watch. Für Oboe d’amore und Streichquintett über einen Text von Hafiz, Uraufführung Ernen Festival 2016, Version für Streichorchester, Viola d’amore und Oboe d’amore 2023
- Goblins für Schlagzeugensemble (sechs Spieler), Uraufführung Basel 2021
- Sonnet 74 (Shakespeare) für Kontrabass und drei begleitende Streicher
- Bacchanalia für Klavier, Klarinette, Violine und Violoncello, Uraufführung 2015 Festival Musique@Marsac
- GOTT – FA Zwei Sätze für Fagott und Streichquartett (2021)
- "Fünf Schildbürgerschtraiche für Klarinette und Streichquartett, Uraufführung am Krzyzowa – festival in Polen.

### Orchesterwerke
- Vers l’ouvert für Symphonieorchester ohne doppeltes Holz, Uraufführung 2008
- Bandes dessinées für Streichorchester, Uraufführung 2012
- SKAN für Holz- und Blechblasinstrumente und Perkussion, Uraufführung 2016

### Werke für Blasmusik, Big Band, Naturhörner und Alphörner
- ROAD RUNNER für Big Band (auch Fassungen für Blasorchester und kleines Blasorchester), Uraufführung 2017
- Appel à la licorne (Einhornjagd) für 6 Naturhörner in D und ein Ventilhorn
- Einkreisung für 8 Alphörner oder Naturhörner (2 in E, 2 in F, 1 in G 1 in Ges, 1 in As, 1 Be (büchel)) und vier Muschelhörner (optional).

### Werke mit Stimme
- 6 HAIKUS Für Bassbariton, Streichtrio, Gitarre und kleine Schlaginstrumente, Uraufführung 2007
- CANTO 33 Für Vokalensemble (19 solistische Stimmen), Schlagwerk, Kontrabassklarinette und Harfe, über den letzten Gesang des Paradisos (Canto 33) von Dante Alighieri, Uraufführung 2015
- Zauber – und Bannsprüche aus alter Zeit für 8 Frauenstimmen und Instrumentalensemble, Uraufführung 2013
- VierEinig Acht neue Volkslieder in den vier Landessprachen für gemischten Chor und Ensemble, Uraufführung 2014
- BLAGA 11 Vertonungen von 11 Gedichten aus Poemele Luminii des rumänischen Dichters Lucian Blaga, für Sopran und Violine/Viola, in rumänischer Sprache, Uraufführung (5 Gedichte) 2016
- RONDE DES LUTINS für Ensemble und 8-stimmigen Männergeisterchor, für sCHpillit, Lucerne Festival
- Gargoyles 5 Vertonungen von alemannischen Gedichten (Jean-Christophe Meyer) über die Gargoyles des Basler Münsters, für Tenor, Violine, Viola und Klavier
- Nature Vive für Sopran, Klarinette und Streichtrio über Tierzeichnungen von Judit Kurtag 2022
- «Geisterlieder» - Zyklus über Gedichte in 18 Europäischen Originalsprachen mit Begleitung verschiedener Instrumentalgruppen. Für Sopran, Streichquintett und Perkussion; für Tenor, Klaviertrio, Kontrabass und Perkussion; für Mezzosopran, Flöte, Klarinette, Violine, Cello, Klavier und Perkussion; für Bariton, Flöte, Oboe, Klarinette, Klavier und Perkussion. Im Auftrag des Ernen Festival.

### Werke für Soloinstrumente
- Impromptu. Für Klavier, 2007
- Sämi’s piece. Für Klavier, 2004
- Ciaconna. Für Violine, 2000
- Canto Quinto. Für Violine und Elektronik, 2007
- 6 Caprices für Violine Solo